# Tom Bianchi
Tom Bianchi (Oak Park, Illinois, 1945) es un fotógrafo estadounidense.

## Educación
Estudió Ciencia Política en Nuevo México, luego estudió Derecho en Northwestern University.

## Biografía
Trabajó como abogado en Chicago y en Washington, D.C. Luego se mudó a Nueva York y trabaja como abogado en Columbia Pictures.
Actualmente vive en Palm Springs, California.

## Obra
En 1979 renuncia a su trabajo, destruye su título de abogado, y lo pega a una pintura llamada "Notas de un abogado que se fue". Su primera exposición individual la hizo en Nueva York en 1980.
Desde esa exposición, Tom ha producido fotografías, pinturas, y esculturas, que han sido expuestas alrededor del mundo.

## Libros publicados sobre su obra
- Out of the Studio, (1991)
- In Defense of Beauty, (1995)
- Extraordinary Friends, (1995)
- Outpost, (1996)
- Bob & Rod, (1996)
- Among Women, (1996)
- In the Studio, (1999)
- Men I've Loved: Prose Poems and Pictures, (2001)
- On the Couch, Vol. 1, (2002)
- On the Couch, Vol. 2, (2004)

- Datos: Q1689442